# Philip Vian
Philip Louis Vian (ur. 15 lipca 1894 w Londynie, zm. 27 maja 1968 w Ashford Hill) – brytyjski admirał floty, żołnierz obu wojen światowych.

## Życiorys

### Młodość
W maju 1907 wstąpił jako kadet do Royal Navy i ukończył w roku 1911 Royal Naval College z wyróżnieniem. Pierwszym okrętem na którym pełnił służbę był krążownik pancerny HMS „Cornwall”, stacjonujący na wschodnim wybrzeżu Kanady. Kolejnym miejscem przydziału stał się pancernik HMS „Lord Nelson”, przydzielony wówczas do Home Fleet.

### I wojna światowa
Na początku wojny został przydzielony do załogi krążownika patrolującego wybrzeża afrykańskie. Następny przydział to niszczyciel HMS „Morning Star”, na pokładzie którego uczestniczył w Bitwie Jutlandzkiej.
W 1917 pełnił służbę na stanowisku I oficera na niszczycielach HMS „Ossory” i HMS „Sorceress”. Pod koniec wojny otrzymał przydział na krążownik liniowy HMAS „Australia” jako oficer artylerii.

### Między wojnami
Do roku 1930 pełnił kolejno służbę na okręcie liniowym HMS „Thunderer”, dwóch innych okrętach liniowych Floty Śródziemnomorskiej i na krążowniku ciężkim HMS „Kent” Eskadry Wschodnioazjatyckiej.
W następnych latach został dowódcą niszczyciela HMS „Active” i dowódcą 3 Flotylli Niszczycieli na Morzu Śródziemnym. W okresie włoskiej napaści na Abisynię dozorował akwen Morza Czerwonego w stanie pogotowia bojowego. Z ogarniętej wojną domową Hiszpanii przeprowadził ewakuację obywateli brytyjskich.

### II wojna światowa
Na początku wojny objął funkcję flagowego kapitana u boku kontradmirała Lionela Wellsa na krążowniku lekkim HMS „Arethusa” w składzie Floty Śródziemnomorskiej. Następnie został dowódcą flotylli niszczycieli stacjonującej w Liverpoolu i przeznaczonej do ochrony konwojowej. Flagę dowódcy flotylli podniósł na niszczycielu HMS „Mackay”.
Na początku 1940 przejął dowództwo 4. Flotylli Niszczycieli, złożonej z nowoczesnych i najsilniej uzbrojonych niszczycieli typu Tribal. Flagę dowódcy flotylli podniósł na niszczycielu HMS „Cossack”, z pokładu którego przeprowadził brawurową akcję uwolnienia 303 brytyjskich marynarzy z niemieckiego zaopatrzeniowca floty korsarskiej „Altmark”. Przed północą 16 lutego 1940 w Jössingfjordzie, niszczyciel HMS „Cossack” wpłynął na norweskie wody terytorialne i abordażował „Altmark”. Oddział z „Cossacka” opanował okręt, uwalniając jeńców.
Brał udział w kampanii w Norwegii. W kwietniu 1940 przeprowadził spóźniony desant brytyjski pod Namsos mający wzmocnić norweską obronę w okolicach Trondheim. Od marca jego okrętem flagowym był HMS „Afridi”, który został zatopiony 3 maja 1940 przez lotnictwo niemieckie po ewakuacji Namsos.
W maju 1941 niszczyciele z flotylli admirała Viana (w tym polski ORP „Piorun”) wzięły udział w poszukiwaniu i pościgu za niemieckim pancernikiem „Bismarck”. W nocy z 26 maja na 27 maja flotylla admirała Viana odnalazła nieprzyjacielski okręt i przeprowadziła nieudany atak torpedowy (podczas złych warunków atmosferycznych). Okręty admirała Viana ze względu na kończące się paliwo zawróciły do baz macierzystych i nie wzięły udziału w zatopieniu „Bismarcka”, ale ich działania przyczyniły się do ustalenia pozycji niemieckiego zespołu i zmęczenia załogi „Bismarcka”. Za tę akcję Vian otrzymał Order Wybitnej Służby.
W roku 1941 przejął dowództwo nad eskadrą krążowników Floty Śródziemnomorskiej, której zadaniem była osłona konwojów z Aleksandrii do oblężonej Malty. Podczas walk konwojowych wykazał wyśmienite zdolności strategiczne, przeprowadzając szereg zwycięskich operacji przeciwko przeważającym siłom włoskim (dysponującym dodatkowo niemieckim wsparciem lotniczym). Został za to odznaczony Orderem Imperium Brytyjskiego.
We wrześniu 1943 dowodził zespołem operacyjnym „Force V”, składającym się z pięciu lotniskowców eskortowych, osłaniającym desant aliantów zachodnich pod Salerno (operacja Avalanche). 
Podczas operacji Overlord – lądowania aliantów zachodnich w Normandii, dowodził z pokładu krążownika lekkiego HMS „Scylla” brytyjską flotą wspierającą ogniem artyleryjskim desant w odcinkach „Gold”, „Juno” i „Sword” (miejsce lądowanie wojsk brytyjskich i kanadyjskich). Za planowanie i służbę w czasie D-Day został Komandorem Orderu Łaźni.

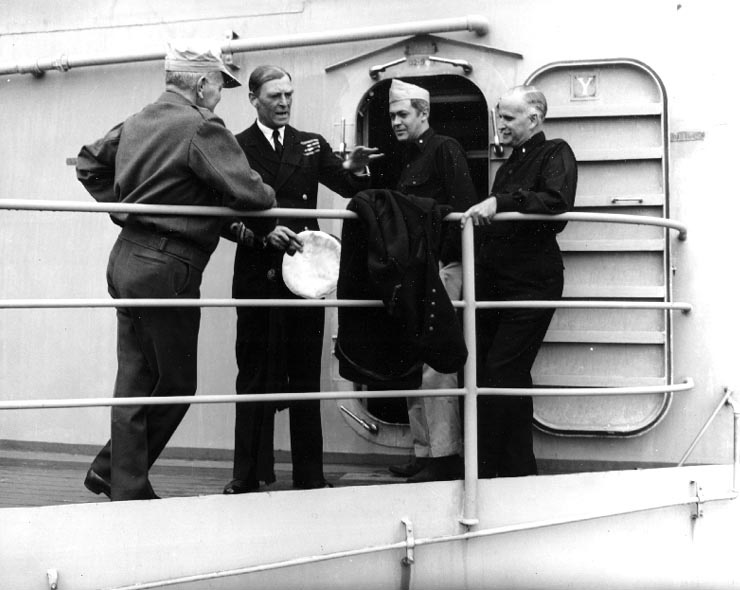
Admirałowie William Halsey i Philip Vian (drugi od lewej) na pokładzie USS „Missouri”, 1945

W roku 1945 został dowódcą zespołu Task Force 57 (składającego się z okrętów Brytyjskiej Floty Pacyfiku) w ramach amerykańskiej 5 Floty, składającej się z nowoczesnych lotniskowców osłaniających amerykański desant na Okinawie. W fazie końcowej wojny na Pacyfiku zespół uderzeniowy pod dowództwem admirała Viana przeprowadzał ataki lotnicze (połączone z artyleryjskim bombardowaniem wybrzeży) przeciwko wyspom macierzystym Japonii.

### Po wojnie
W 1946 roku otrzymał nominację na stanowisko Piątego Lorda Morskiego (Fifth Sea Lord) w Admiralicji, zaś w roku pożegnania z czynną służbą (1952) został mianowany admirałem floty.
W latach 50. i 60. XX wieku admirał był członkiem rad nadzorczych kilku korporacji przemysłowo-handlowych. Philip Vian zmarł w 27. rocznicę zatopienia „Bismarcka” w swoim domu w Ashford Hill.